# Анна I (герцогиня Бретані)
Анна Бретонська (брет. Anna Breizh, фр. Anne de Bretagne; 25 січня 1477, Нант — 9 січня 1514, Блуа) — правляча герцогиня Бретані, графиня Нанта та де Рішмон (Річмонда), графиня де Монфор-Л'Аморі та д'Етамп (9 вересня 1488), дама де Гудан і де Нофль (9 вересня 1488), віконтеса лімозька, королева Франції, королева Неаполя. Дружина двох королів Франції: Карла VIII і Людовика XII. Найпопулярніша з правителів Бретані та свого часу найбагатша жінка в Європі. Остання спадкоємиця своєї країни, силою зброї вона була змушена вступати у шлюб з правителями Франції, однак вела активну самостійну політику (особливо при другому чоловікові) з метою уникнути анексії Бретані Францією. Покровителька мистецтв та літератури. Перша в Європі принцеса, яка носила на своєму весіллі сукню білого кольору, який до того вважався жалобним.

## Біографія

### Походження і дитинство

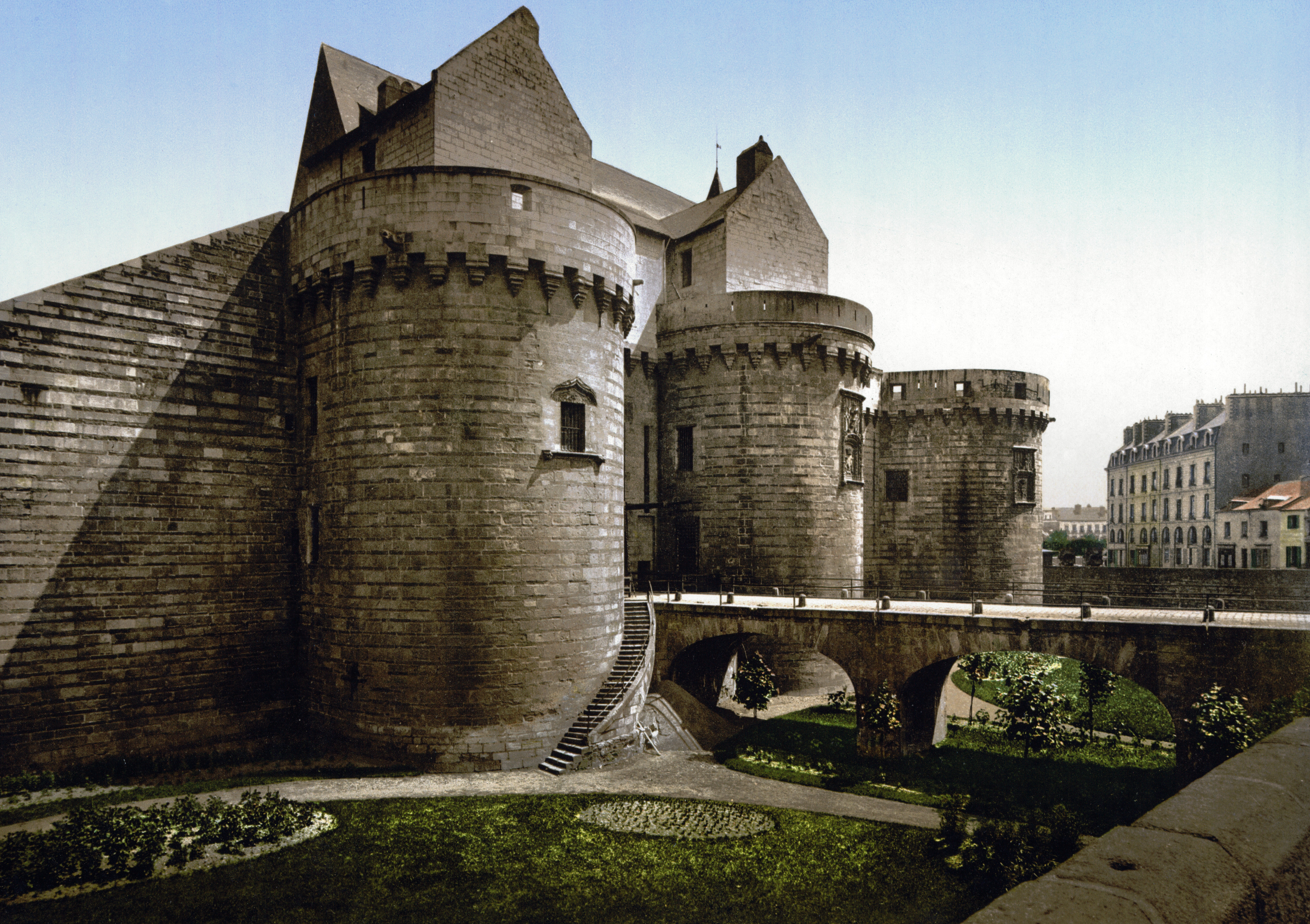
Замок бретонских герцогів у Нанті, де народилася Анна Бретонська

Анна була дочкою герцога Бретані Франциска II і Маргарити Фуа. Її дідом та бабою по матері були Гастон IV Фуа та королева Наварри Елеонора I. Синів у Франциска та Маргарити не було: у Анни була молодша сестра Ізабелла (Ізабо), яка померла ще підлітком 1490 року. З раннього дитинства Анна виховувалася як спадкоємиця герцогства, посвячена в його політику: її вихователями були Франсуаза де Дінан, пані Лаваль-Шатобріан і поет Жан Мешино. Її навчали французької мови, латини, грецької та різним технічним мистецтвам; при цьому вона здобула також дамське виховання, вивчала музику, вишивання та плетіння мережив.
У Бретані після Війни за бретонську спадщину діяв напівсалічний закон; після занепаду дому Дре в чоловічому коліні престол герцогства переходив до жіночої лінії. Питання стояло лише в тому, до якої саме. Після згаданої війни за Герандським договором 1365 такою лінією було визначено дітей Жанни де Пентьєвр. До часів Франциска цей договір був напівзабутий, і герцог змусив бретонські стани визнати спадкоємицею власну дочку (1486). Як завжди в таких випадках, зразу постало дипломатичне питання про те, кому віддасть юна герцогиня свою руку і чия династія надалі володітиме Бретанню. Франциск не хотів, щоб Бретань була поглинена Францією, і тому шукав такого зятя, який би зміг протистояти могутньому сусідові.
Спочатку Франциск звернувся до такого природного союзника, як Англія. Нареченим 4-річної Анни за підписаним 10 травня 1481 року союзницький договором вважався 11-річний син Едуарда IV Едуард, принц Уельський. Після смерті батька в 1483 році юний принц короткочасно став королем Едуардом V, але незабаром був ув'язнений дядьком Річардом III і пропав безвісти (імовірно ним і вбитий); та сама доля спіткала і його молодшого брата Річарда Йоркського, який, за договором, мав би заручитися з Анною у разі смерті Едуарда. Ще одним англійським нареченим міг стати амбітний претендент на престол — Генріх Тюдор, граф Річмонд, що знаходився в цей час у Бретані. 1485 року Генріх висадився в Англії, переміг Річарда III і став королем Генріхом VII, але зовсім не цікавився перспективою шлюбного союзу з Бретанню, оскільки умовою визнання його прав на престол був шлюб з дочкою Едуарда IV Єлизаветою Йоркської. Іншими претендентами на руку майбутньої герцогині були Максиміліан Габсбург (чия перша дружина Марія Бургундська, також багата спадкоємиця васальних земель Франції, вже померла, залишивши йому малолітнього сина — Філіпа), Ален д'Альбре, Жан Шалонський (принц Оранський) і навіть Людовик, герцог Орлеанський, який вже був одружений проти волі з негарною та бездітною дочкою Людовика XI Жанною Французькою. Бретонські стани спочатку підтримали кандидатуру Максиміліана Габсбурга (союзний договір з ним було укладено під час переговорів з Англією — у квітні 1481), однак успішні дії французьких військ 1487 року, коли ті захопили Ванн, і пасивність римського короля, відрізаного фламандцями в Брюгге, зміцнили позиції короля Франції Карла VIII в боротьбі за руку бретонської спадкоємиці.
28 липня 1488 року військо Франциска II, посилене англійським загоном Едварда Вудвіллі, зазнало поразки від французького короля під Сент-Обен-дю-Корм'є, що припинило «Божевільну війну» між Бретанню та Францією. За Вержеським договором герцог був змушений обіцяти не видавати в шлюб своїх дочок, Анну і Ізабеллу, без згоди французького короля.
9 вересня 1488 року Франциск помер після невдалого падіння з коня. 11-річна Анна стала герцогинею Бретані в своєму праві. Почалася династична криза, яка зразу ж призвела до нової французько-бретонської війни. Перші сутички цього конфлікту сталися вже 1489 року.

### Герцогиня Бретані
У цих умовах радники Анни вирішили вчинити так само, як в рік її народження зробила дочка Карла Сміливого Марія Бургундська — терміново знайти незалежного нареченого та форсувати укладення з ним угоди про шлюб. Причому й кандидатура була обрана та сама — король Німеччини та майбутній ерцгерцог Максиміліан Габсбург. 27 жовтня 1490 року був підтверджений укладений 1481 року англо-бретонсько-імперський союз, а 19 грудня 1490 року в Ренні представниками Максиміліана та Анни було укладено заочний шлюб, після чого Анна, як дружина спадкоємця престолу Священної Римської імперії, стала носити титул королеви римлян. Французи сприйняли цей шлюб як порушення договору в Верже (оскільки король не санкціонував вибір нареченого), а крім того, і як відверто недружній акт — імперія в цей час займала ворожу позицію щодо Франції.

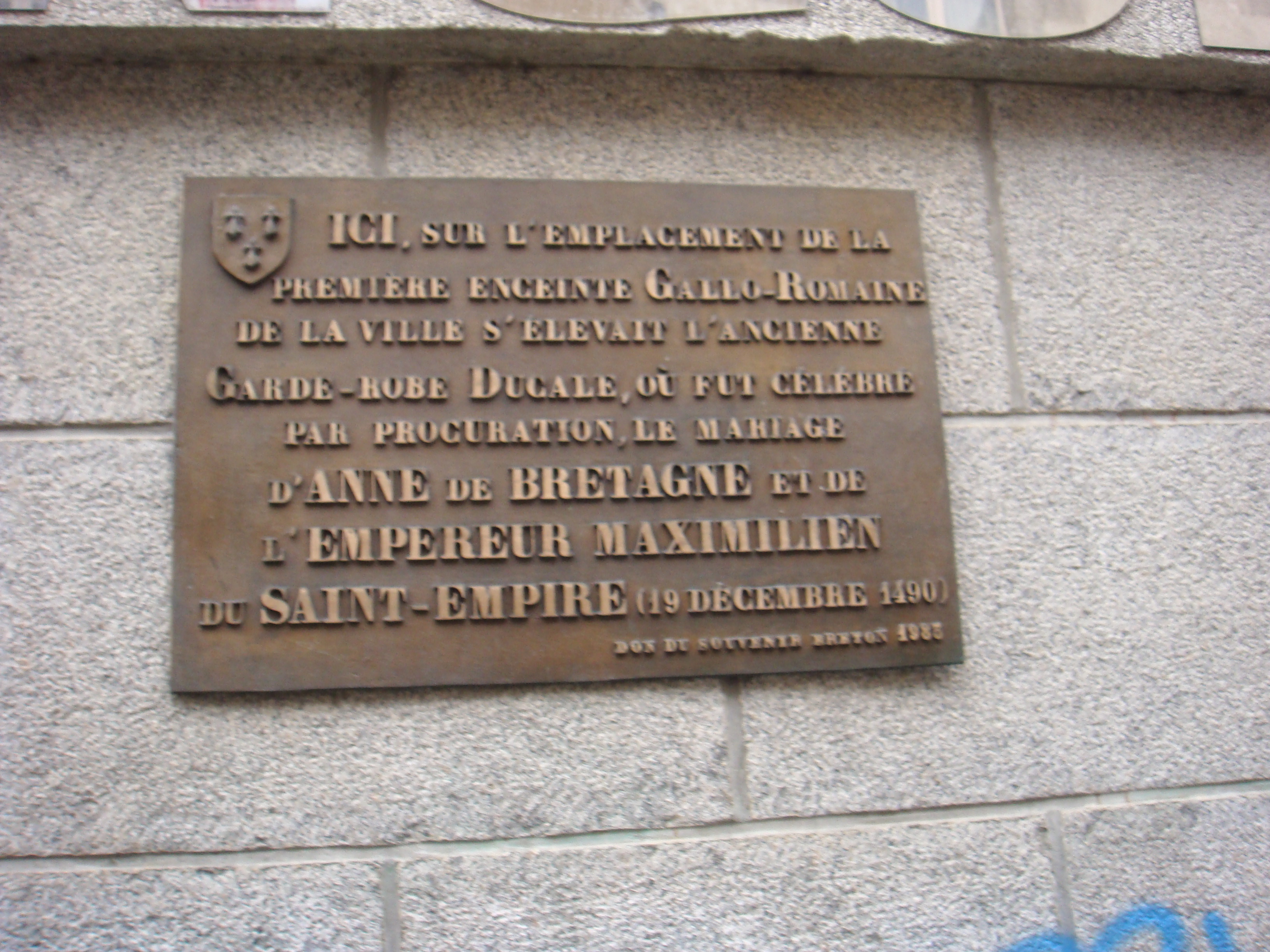
Меморіальна дошка у Ренні на місці заочного шлюбу Анни та Максиміліана

Надія на допомогу Габсбургів була несвоєчасною. Якщо 13 років тому Максиміліан зміг прибути до Генту, особисто одружитися з Марією та зайняти її володіння, то тепер імперія вела важкі бойові дії в Угорщині, а іспанці, що уклали з нею союз, готувалися до звільнення Гранади. На допомогу герцогині невеликі загони все ж надіслали й Кастилія, і Англія Генріха VII, але втручатися в серйозну війну з сусідом ніхто з них не хотів. Навесні 1491 року після низки перемог військо Карла VIII і його воєначальника Ла Тремуйля обложило Ренн, де знаходилася лише 14-річна правителька Бретані, що заочно вступила в шлюб; вся інша територія герцогства вже потрапила під контроль Карла VIII, який цього разу сам домагався її руки.

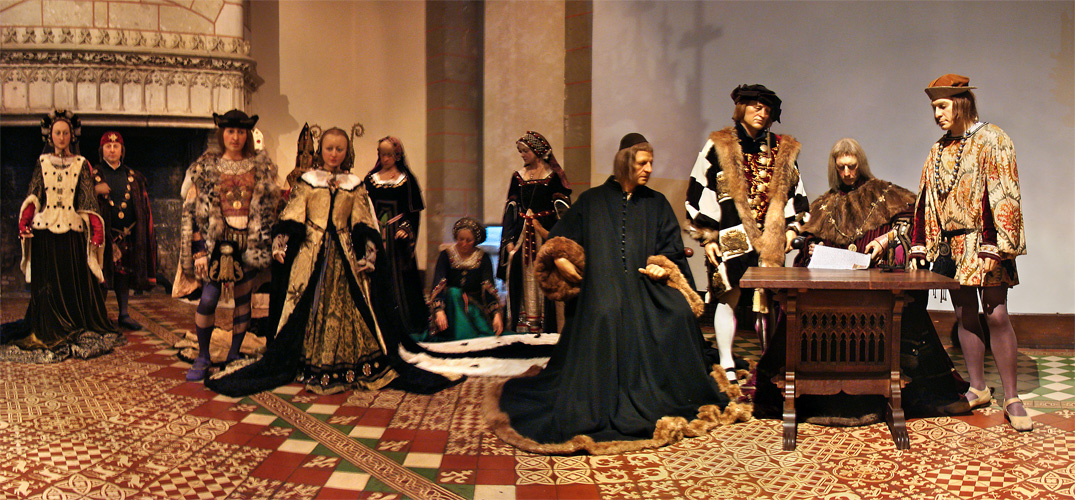
Одруження Анни і Карла VIII в замку Ланже

Максиміліан не встиг прийти на допомогу дружині; після важкої облоги виснажений Ренн здався. Анна погодилася розірвати заочний шлюб і стати французькою королевою. 15 листопада 1491 року було укладено мир, Анна була заручена з Карлом в каплиці ордена якобінців у Ренні і, супроводжувана армією герцогства (на знак того, що вона їде не як полонянка, а як правителька Бретані по своїй волі), вирушила в замок Ланже, де мало відбутися її весілля з королем. Австрійські посли заявили протест, стверджуючи, що шлюб суперечить церковним законам, що Анна вже одружена з Максиміліаном, і нагадували Карлу про те, що й він вже був заручений — за іронією долі, з дочкою Максиміліана, Маргаритою Австрійською. Незважаючи на це, 6 грудня 1491 року в Ланже відбулася церемонія одруження Анни і Карла VIII. Вже 15 лютого 1492 року законність цього шлюбу була підтверджена папою Інокентієм VIII.
Шлюбний договір передбачав, що той з подружжя, який переживе іншого, зберігає владу в Бретані. Якщо ж Карл VIII помре, не залишивши синів, то Анна мала стати дружиною його наступника. Цей договір фактично робив невідворотною анексію Бретані Францією.

### Королева Франції
Вирушаючи в Ланже для одруження з Карлом, Анна демонстративно взяла з собою з Ренна два ліжка, на знак того, що не збирається (завжди) спати разом з французом, який насильно одружився з нею (мабуть, це було і політичною демонстрацією для Максиміліана). Проте з часом Анна стала вельми близькою зі своїм чоловіком (див. записки Заккарії Контаріні). 8 лютого 1492 року Анна була помазана і коронована як королева-дружина в Сен-Дені, причому чоловік заборонив їй носити спадковий герцогський титул Бретані, претендуючи на нього у своєму праві. 9 грудня 1493 року король скасував Канцелярію Бретані й запровадив у герцогстві пряме правління. Вирушаючи на Італійські війни, Карл зробив регентшею не дружину, як це зазвичай робилося, а свою сестру Анну де Боже, що можна було вважати своєрідним приниженням (проте Анна де Боже вже й раніше успішно справлялася з регентством, тоді як королева була ще дуже юна). Майже все правління Карла Анна прожила в замках в Амбуазі, Лоше, Плессі або (коли Карл був в Італії) на півдні — в Ліоні, Греноблі або Мулені. Після того, як Карл взяв Неаполь, Анна номінально стала королевою Неаполя та Єрусалима. Та оскільки Карл після коронування в Неаполі був змушений спішно повертатися до Франції, а також через те, що основні політичні сили Апеннінського півострова об'єдналися проти нього в Італійську лігу, королівський статус стосовно Неаполя не був закріплений. Удруге Анна справді отримала цей титул вже завдяки Людовику XII, коли той разом з Фердинандом Арагонським захопив це королівство в період з 1501 по 1503 роки.
Анна за сім років мала сім вагітностей від Карла; живими народила лише четверо дітей, жодна з яких не пережила раннього дитинства. Старший, дофін Карл Орланд (11 жовтня 1492 — 16 грудня 1495), здорова та розумна дитина, помер у 3-річному віці від кору; це нещастя зблизило батьків. Інші діти — Карл-молодший, Франциск і Анна — не прожили й місяця. Після цього Анна прилюдно молилася про нового сина. З рожевощокої дівчини, що пашить здоров'ям, до кінця свого шлюбу з Карлом вона перетворилася на бліду та виснажену жінку.

### Новий король, новий наречений
7 квітня 1498 року Карл VIII несподівано загинув в замку Амбуаз, вдарившись лобом об одвірок низьких дверей. Вже через два дні овдовіла королева Анна, діючи за умовами шлюбного контракту як герцогиня у своєму праві, своїм указом від 9 квітня відновила Канцелярію Бретані.
За салічним законом опальний герцог Людовик Орлеанський, нащадок Карла V, став королем Людовиком XII, і тепер він, за умовами того ж контракту, мав одружитися з Анною. Його дружина, Жанна Французька, була жива, і новому королю майбутнє розлучення, яке було доволі легко обґрунтувати — подружжя перебувало в неприпустимо близьких за церковними канонами родинних зв'язках — однак на санкцію папи було потрібно ще деякий час.
Анна спробувала скористатися цим і 19 серпня 1498 року в Етампі погодилася на шлюб з Людовиком за умови, якщо він доб'ється розлучення протягом року. Особисто нічого не маючи проти Людовика як майбутнього чоловіка, вона, судячи з подальших подій, прагнула за допомогою цієї умови отримати додаткові політичні важелі для збереження своїх спадкових володінь.

### Тріумф на батьківщині

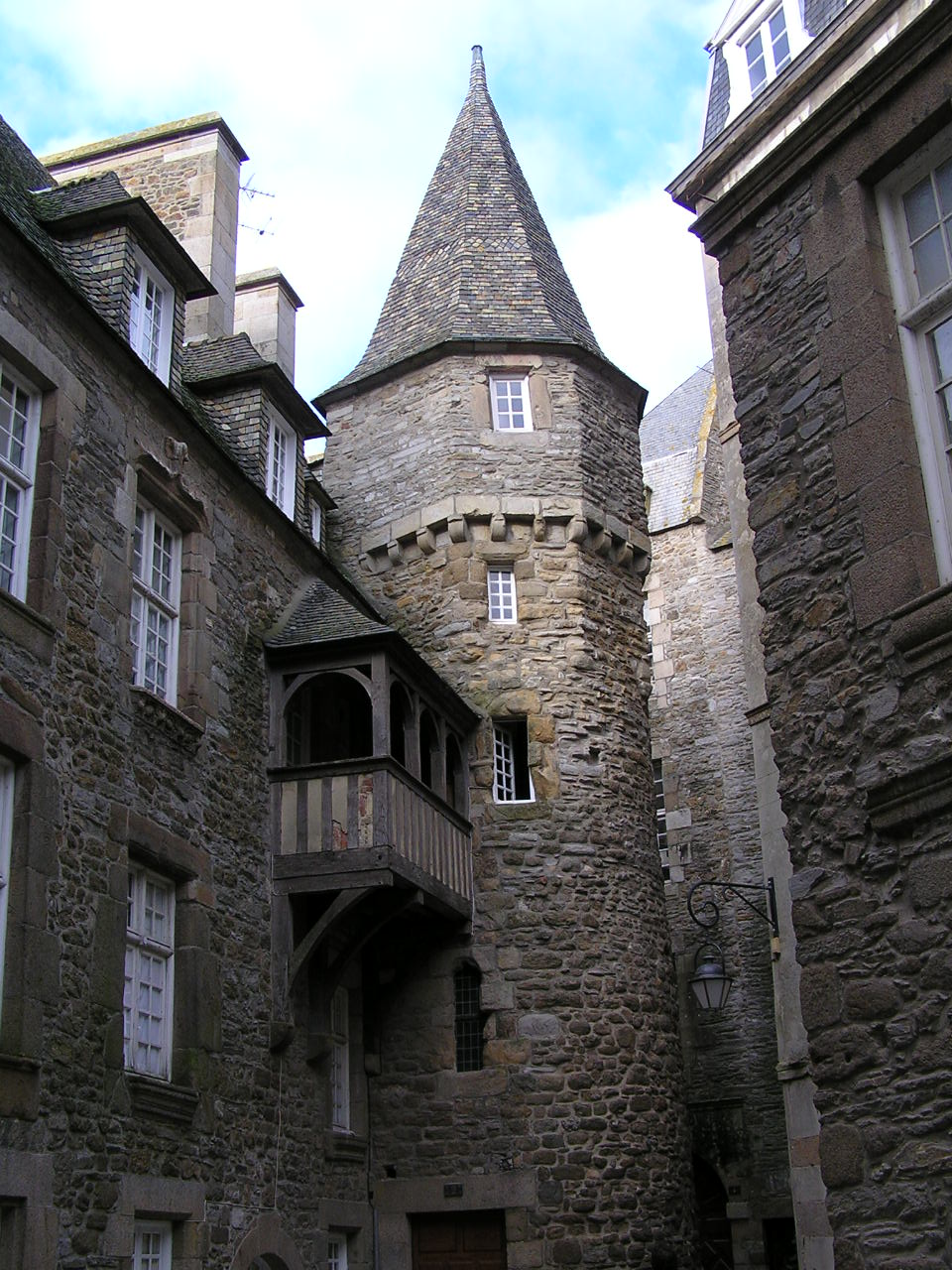
«Дім Анни Бретонської» в Сен-Мало

Після цього Анна, яка тепер мала трохи часу, повернулася в Бретань. На батьківщині можновладна герцогиня, яка нарешті знову могла носити цей титул, призначила вірного їй Філіпа Монтобана канцлером Бретані, принца Оранського (одного зі своїх колишніх женихів) — спадковим намісником герцогства, скликала Генеральні штати (28 вересня) та наказала почати карбування монети зі своїм ім'ям. За час з осені до ранньої зими 1498 року вона об'їздила все герцогство; в усіх містах васали влаштовували їй урочистий прийом, сподіваючись на відновлення політичної могутності країни.
Проте ще до нового 1499 року папа розірвав союз Людовика та Жанни, і вже 8 січня Анна Бретонська вступила в новий шлюб і знову стала королевою Франції. Герцогиня була зодягнена в біле, що тоді в Європі ще було незвичним, але саме з цього весілля починається перейнята спершу французькою аристократією, а потім і в інших країнах, традиція для нареченої носити білу сукню. Вже 14 жовтня того ж року народила доньку Клавдію I — першу дитину Анни, яка вижила.

### На рівних з чоловіком: боротьба за Бретань
За плечима Людовика XII був великий політичний досвід, і він не був прямолінійним впертим юнаком, на кшталт Карла VIII. Після вступу на престол він, принаймні спочатку, з великим мистецтвом почав домагатися компромісів у відносинах з феодалами («король Франції забув образи герцога Орлеанського») і з селянами (низка популярних реформ принесла йому прізвисько «Людовик Батько народу»). Незрівнянно гнучкіше він повівся і з дружиною, що дісталася йому від Карла, тим більше що раніше, бунтуючи проти короля, герцог Орлеанський виступав на стороні Бретані, був особисто знайомий з герцогинею, сам сватався до неї, і відносини їх ще до шлюбу були непоганими. За підписаним напередодні весілля новим шлюбним контрактом, він з самого початку визнав за нею титул герцогині Бретані, а сам користувався лише титулом герцога-консорта. Всі рішення, що стосувалися Бретані, тепер видавалися від імені герцогині Анни.
Попри такі поступки, Анна не залишала мрії вирвати свою країну, в якій вона була настільки популярна, з рук французької держави. Вже з 1501 року вона почала самостійні перемовини про шлюб своєї старшої дочки Клод з онуком Максиміліана Австрійського, який колись був «заочним чоловіком» Анни — Карлом Люксембурзьким, майбутнім імператором та королем Іспанії Карлом V; Клод і Карл тоді були ще маленькими дітьми. Формально цей шлюб зіграв би на руку Франції, адже в Італійських війнах австрійські Габсбурги (яким повинна була незабаром дістатися Іспанія) були її союзниками. Однак у випадку, якщо б у Людовика і Анни не залишилося синів, Габсбурги з часом здобули би Бретань. А це не лише стримало б апетити Франції, а й взагалі поставило б її під пряму загрозу — з усіх боків (Бретань, Іспанія, Мілан, Бельгія) королівство виявилося б оточене володіннями австрійського дому. І справді, у короля та королеви довго була лише одна дитина — дівчинка Клод (лише 1510 року народилася ще одна донька Рене). У цій обстановці Людовик XII, спочатку схваливши проект Анни, розірвав заручини Клод і став готувати її шлюб з власним двоюрідним небожем — Франциском Ангулемським, який був наступним у черзі на трон по прямій чоловічій лінії дому Валуа. 31 травня 1505 року цю вимогу було включено в заповіт Людовіка, а 21 травня 1506 року Клод і Франциск були заручені. Це викликало різкий протест королеви, яка вперто не давала згоди на цей шлюб, вимагаючи, щоб Клод або виходила за Карла Габсбурга, або була позбавлена спадщини на користь своєї молодшої сестри Рене. Людовик не зміг нічого цьому протиставити, і до кінця життя Анни Клод залишалася неодруженою.

### Смерть та похорон

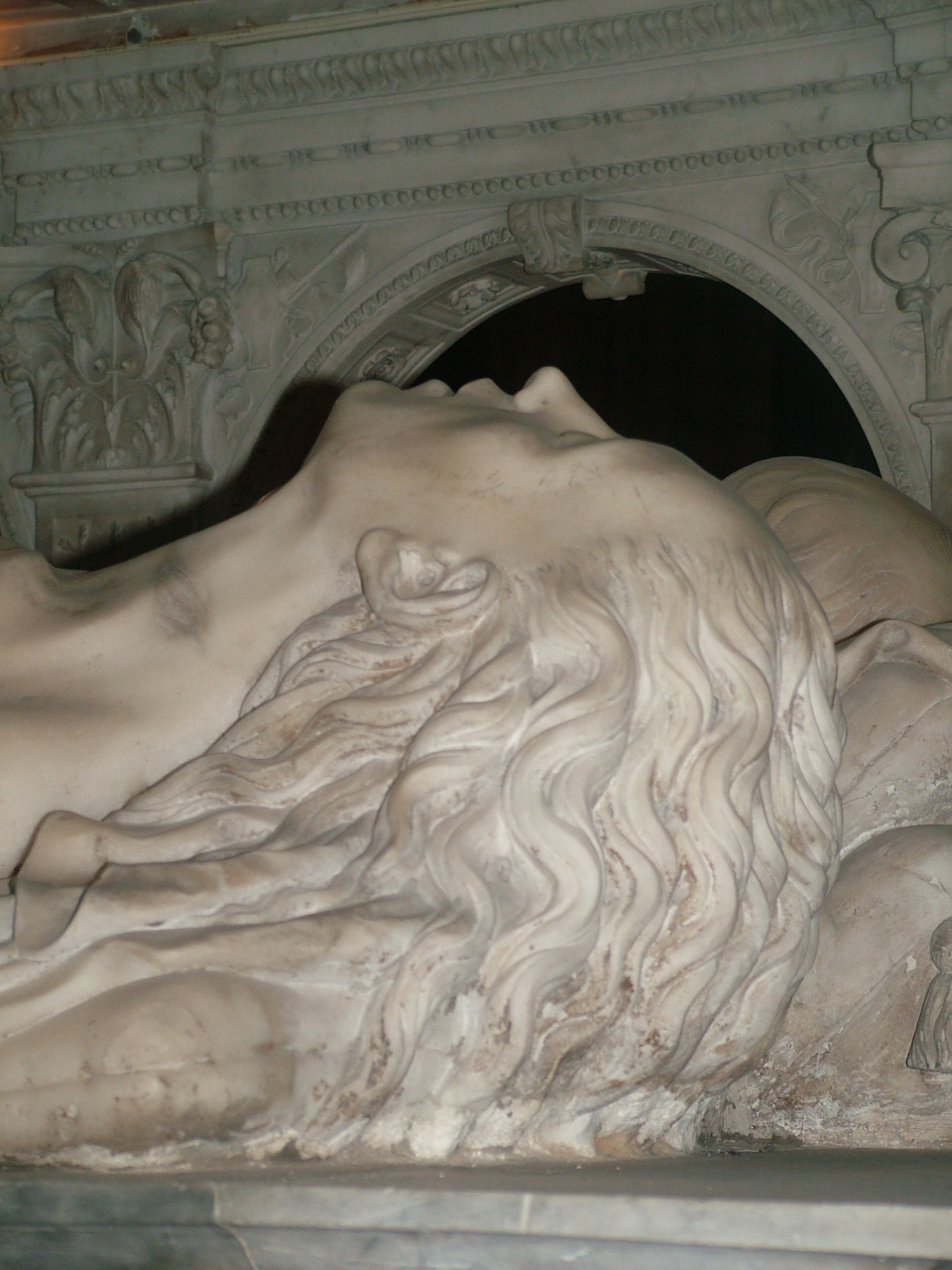
Надгробок Анни Бретонської та Людовика XII у Сен-Дені; зображення королеви

До кінця 1513 року здоров'я королеви сильно погіршилося: вона страждала від каміння в нирках. Через п'ятнадцять років і один день після шлюбу з Людовіком, 9 січня 1514 року, герцогиня Бретані померла в замку Блуа. Похорон не просто королеви-дружини, а правительки сусідньої держави був оформлений з надзвичайною пишністю та тривав сорок днів (похоронні церемонії Карла VIII зайняли лише 23 дні). Як і весілля Анни, її похорон став зразком для аналогічних церемоній у французькому королівському домі аж до Французької революції.

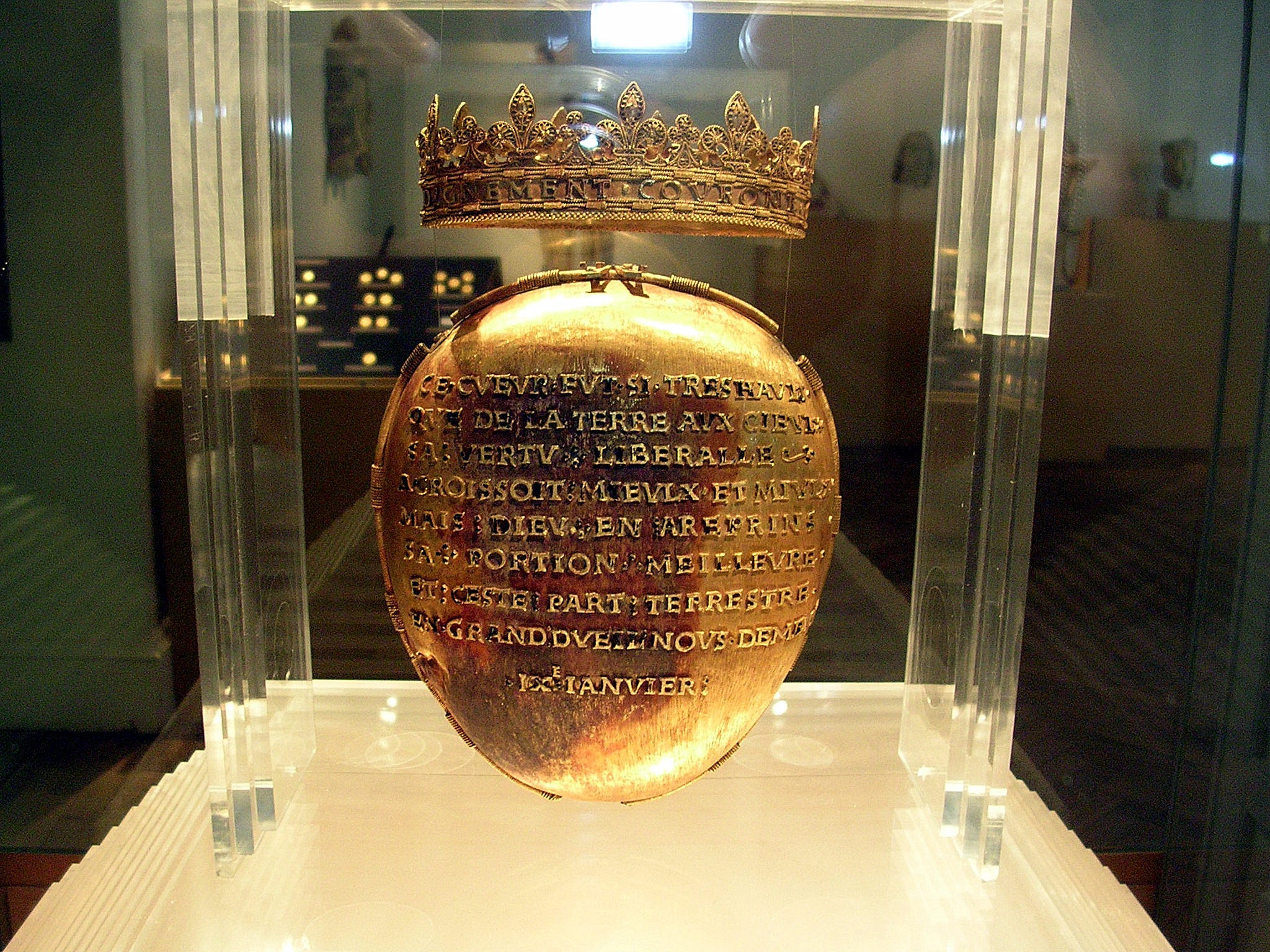
Релікварій для серця герцогині Анни

Тіло Анни було поховано 16 лютого в традиційній для поховання королів та королев Франції усипальниці базиліки Сен-Дені, проте за її заповітом серце було доставлено до рідного Нанту в золотому, прикрашеному емаллю релікварії й поміщено 19 березня 1514 року в кармелітському склепі поруч з могилою її батьків. Згодом його перенесли в Нантський собор святого Петра і Павла. Релікварій має овальну форму, зроблений з тонко виробленого золота та увінчаний короною з лілей та конюшини. Один з віршованих написів на релікварії: «En ce petit vaisseau de fin or pur et munde

Repose ung plus grand cueur que oncque dame eut au munde

Anne fut le nom delle en France deux fois royne

Duchesse des Bretons royale et Souveraine»
«У цій маленькій посудині з щирого золота покоїться найбільше серце, якого у жодної жінки на світі ще не бувало; Її ім'я було Анна, двічі королева у Франції, Герцогиня бретонців, царствена та суверенна».

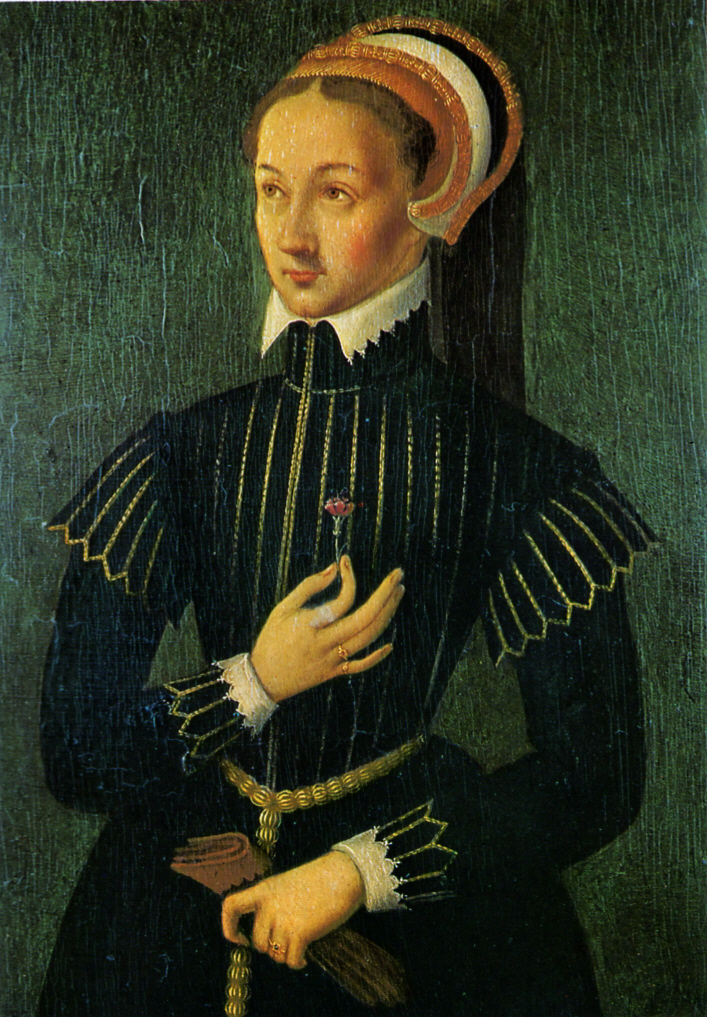
Клод, дочка Анни і Людовика

Релікварій для серця виготовив придворний ювелір з Блуа, можливо, за малюнком Жана Перреаля. 1792 року за наказом Конвенту посудину з серцем викопали, серце викинули, а релікварій конфіскували разом з церковним майном та відправили на переплавлення на монетний двір. На щастя, його вдалося врятувати, переправити до Парижа та зберегти в Національній бібліотеці, а 1819 року, після реставрації, його повернули в Нант. Там посудина, що колись вміщала серце найпопулярнішої правительки Бретані, кочувала різними музеями, поки 1896 року не була виставлена в музеї Добре.
Якби Анна пережила Людовика, подальша історія Бретані могла б скластися інакше — але літній «Батько народу» за той рік, який був йому відпущений після смерті дружини, встиг ухвалити рішення, що остаточно визначили долю її держави. За заповітом Анни спадкоємицею Бретані мала стати її друга дочка Рене. Людовик проігнорував заповіт, оголосив герцогинею Бретані Клод і видав її в шлюб з Франциском, а восени того ж 1514 року й сам одружився втретє — з сестрою Генріха VIII Марією Тюдор, проте прожив з нею недовго. 1 січня 1515 року Людовик XII помер, і герцог Ангулемський успадковував трон як Франциск I. Після смерті Клод 1524 року номінальним герцогом став її малолітній син (дофін Франциск (III)), а після його смерті в 18-річному віці 1536 року — його молодший брат Генріх. Після смерті Франциска I 1547 року Генріх став французьким королем як Генріх II; з цього часу бретонське герцогство втратило формальну самостійність.

## Рецепція та образ в культурі

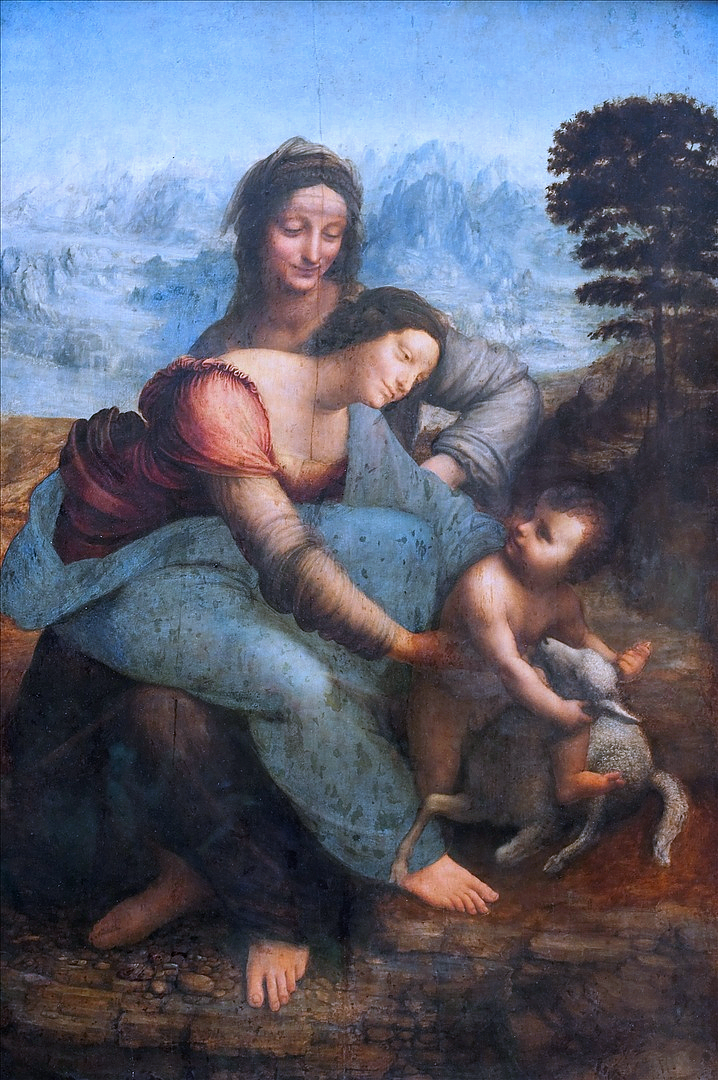
Картина із зображенням небесної покровительки королеви Анни, як прийнято вважати, була замовлена Леонардо да Вінчі з нагоди її одруження з Людовіком XII

Анна Бретонська — найпопулярніша історична постать у Бретані, яка поступається хіба що святому Івові. Існує величезна кількість підприємств, готелів, вулиць її імені. Це пов'язано як з традиційно шанобливим ставленням до неї бретонців ще з часів боротьби за самостійність, так і з французькою пропагандою, яка завжди акцентувала увагу на дружині двох французьких королів як на найвидатнішій представниці бретонського народу.
Після шлюбу з Людовіком XII пропаганда стала представляти Анну втіленням мирного союзу між Бретанню та Францією (тим більше що на відміну від першого шлюбу, другий обійшовся без війни). Її стали офіційно іменувати «Королевою Твердого Союзу» або «Дамою Єдності»; їй приписували «три чесноти королеви» — щедрість, старанність в молитві та любов до короля.
У тогочасному мистецтві Францію алегорично зображали як зачарований сад (традиція початку XIV століття), де бігають їжатці (символ Людовика XII) та горностаї (символ Бретані та Анни особисто).
Образ Анни, як вважає історик Дідьє Ле Фюр, який досліджував його еволюцію, в численних біографіях доволі швидко обріс агіографічними або, навпаки, різко критичними елементами, які носять принаймні почасти легендарний характер і не пов'язані з реальними свідченнями її часу. Так, можливо, етикетною умовністю та політичною декларацією бретонського дворянства є зображення Анни в «Історії» Бушара як єдиновладної правительки свого краю, без будь-якої згадки про адміністрацію Людовика XII. Оповіді про Анну як «сироту-героїню», яка в 14 років без радників протистояла всій Франції та нібито навіть особисто командувала військом, почасти спираються на патріотичні «Аннали Бретані» Бернара д'Аржантре, замовлені станами провінції 1577 року на знак протесту проти нових податків. Схожа історія повторилася при Повстанні гербового паперу проти нав'язаних Людовіком XIV податків, що обернулося репресіями з боку Парижа (1675). «Історії Бретані», що видавалися в цю й наступні епохи, збільшували кількість героїчних звершень Анни під час війни 1489—1491 років, Її поїздок на батьківщину, тощо. Далі, автори XIX століття вже виводять 11-річну Ганну на поле битви при Сент-Обен (про що немає жодних свідчень), у дусі романтичних уявлень про національне відродження з її поїздками в Бретань пов'язують «пробудження» герцогства від «летаргії», будівництво там безлічі церков, тощо. Цю лінію продовжували націоналістично налаштовані автори XIX—XX ст. Часом Анну порівнювали з Жанною д'Арк.
Ле Фюр пов'язує з австрійською пропагандою 1489—1491 років підкреслення та міфологізацію ідеї «насильного шлюбу» або навіть «викрадення/зґвалтування» герцогині, що згодом використовувалося націоналістичним рухом та в епоху режиму Віші (коли «добрий наречений» німець Максиміліан вважався предтечею гітлерівців). Втім, сам факт примусу Анни до шлюбу військовою силою та її бажання вступити в союз з Австрією сумнівів не викликає (оскільки докладно відображений і в французьких хроніках того часу, «Мемуарах» Філіпа де Коммина та ін.).
У деяких антибретонських та роялістських авторів, а також у так званих «історіях моралі» (наприклад, у Брантома) Анна, з посиланням на деякі вирвані з контексту пасажі в мемуарах Коммина або судовій справі маршала Рогана-Жіє, представлена як цинічна та амбітна жінка, яка діяла лише за розрахунком, мала поганий характер й нібито мріяла втекти від закоханого в неї Людовика XII, пограбувати його скарбницю, зрадницьки допомагати ворогам Франції в ім'я інтересів Бретані, тощо. Історик Жуль Мішле, логічно завершуючи цю традицію, представив Людовика, насправді вельми активного політично, слабким правителем, що знаходиться під каблуком у розумної дружини.
Регіоналісти та націоналісти XIX—XX ст. наділяли Анну бретонськими простонародними рисами. Так, її очіпок (насправді звичайний в той час для знатних дам всієї Європи) оголошувався свідченням простоти та природності бретонських смаків та демократизму особисто Анни; він навіть увійшов в той час в моду в Бретані як елемент «національного костюму». Пісенька «Герцогиня в сабо», що з'явилася в ті роки, приписувала їй носіння селянських дерев'яних черевиків; відповідне кліше проникло навіть у деякі історичні роботи про Анну, хоча реального підґрунтя воно не мало.
1991 року в Ланже широко відзначалося 500-річчя шлюбу Анни і Карла; в Ренні, заплативши за руку своєї правительки облогою, голодом та окупацією, про ювілей уникали навіть згадувати.
Деякі згадки про Анну в сучасній популярній культурі, насамперед у Бретані:
- пісня Жилля Серва Koc'h ki gwenn ha koc'h ki du, де перераховуються різноманітні нещастя, пережиті Бретанню під французьким пануванням, в якій рефреном йде рядок: Не цього хотіла Анна.
- Згадка в пісні групи Soldier Louis, c'est un pays.
- Duchesse Anne — назва бретонського пива.
- Трищогловий корабель Duchesse Anne, що стоїть на якорі в Дюнкерку.
- Анна Бретонська — бретонська опера з Аньєс Бове в головній ролі.
- Anne de Bretagne — пісня бретонської фольк-групи Tri Yann («Portraits» 1995)

## Родина

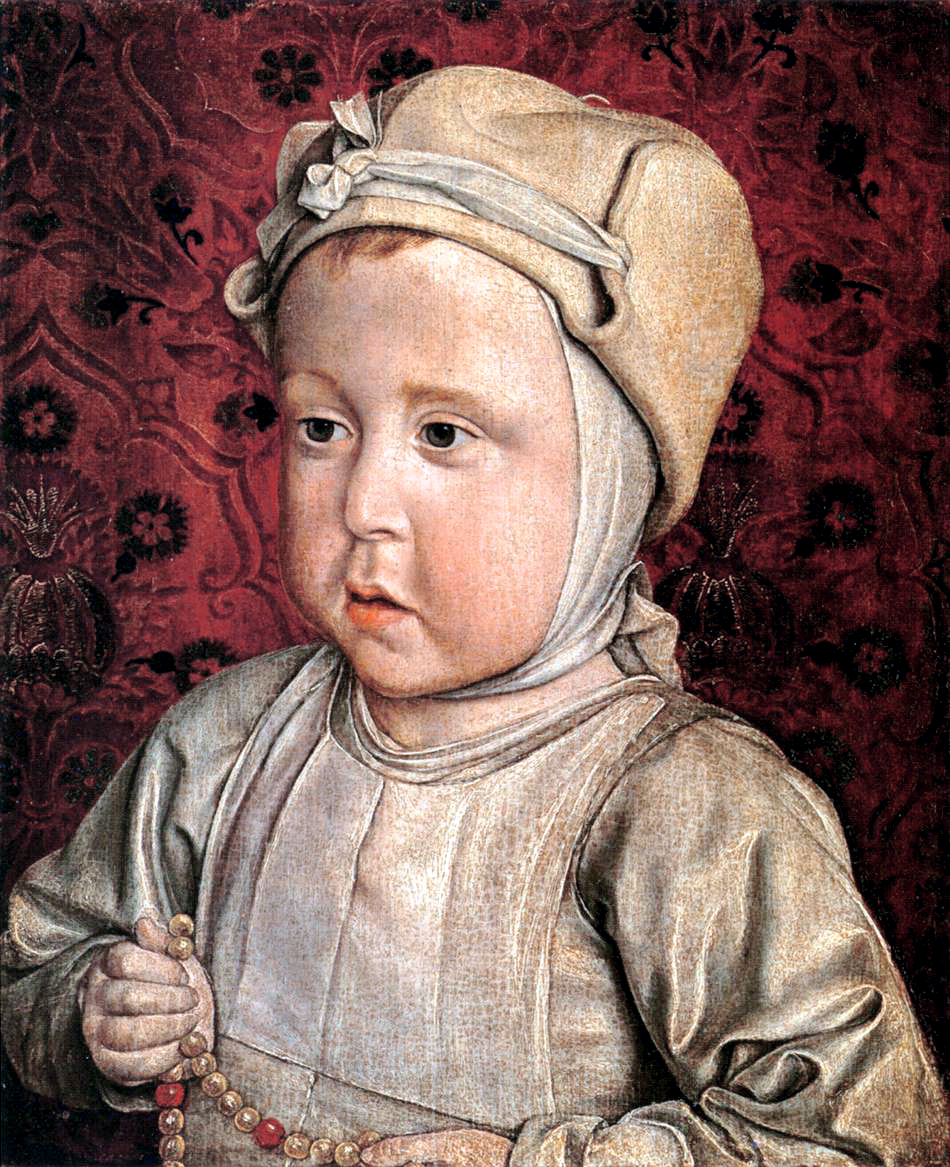
1 Карл Орланд
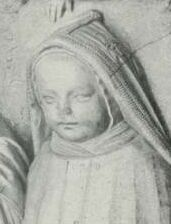
5 Карл

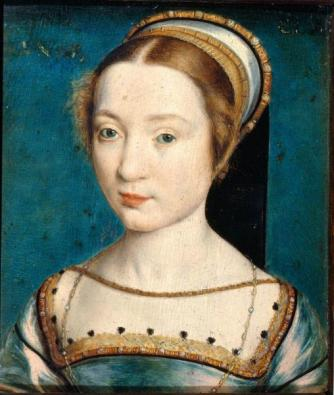
1 Клавдія
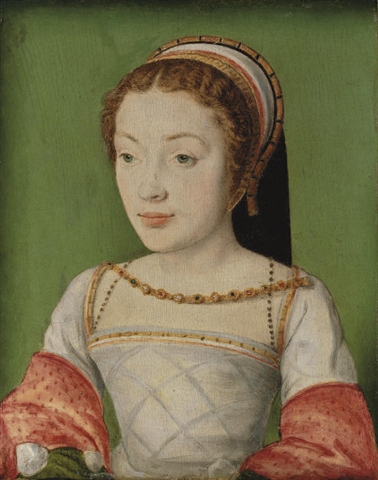
8 Рената

Чоловіки Анни:

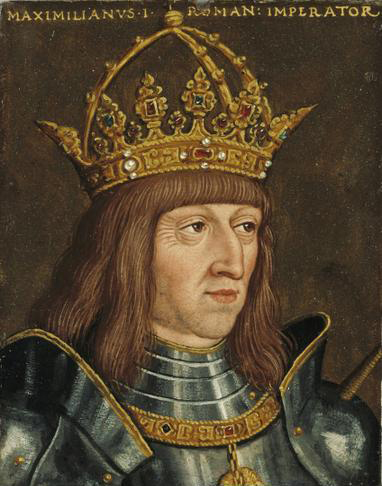
1 Максиміліан
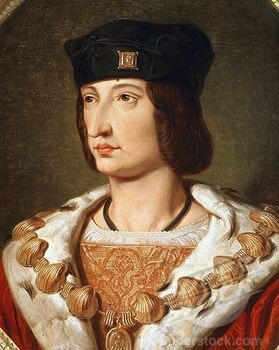
2 Карл
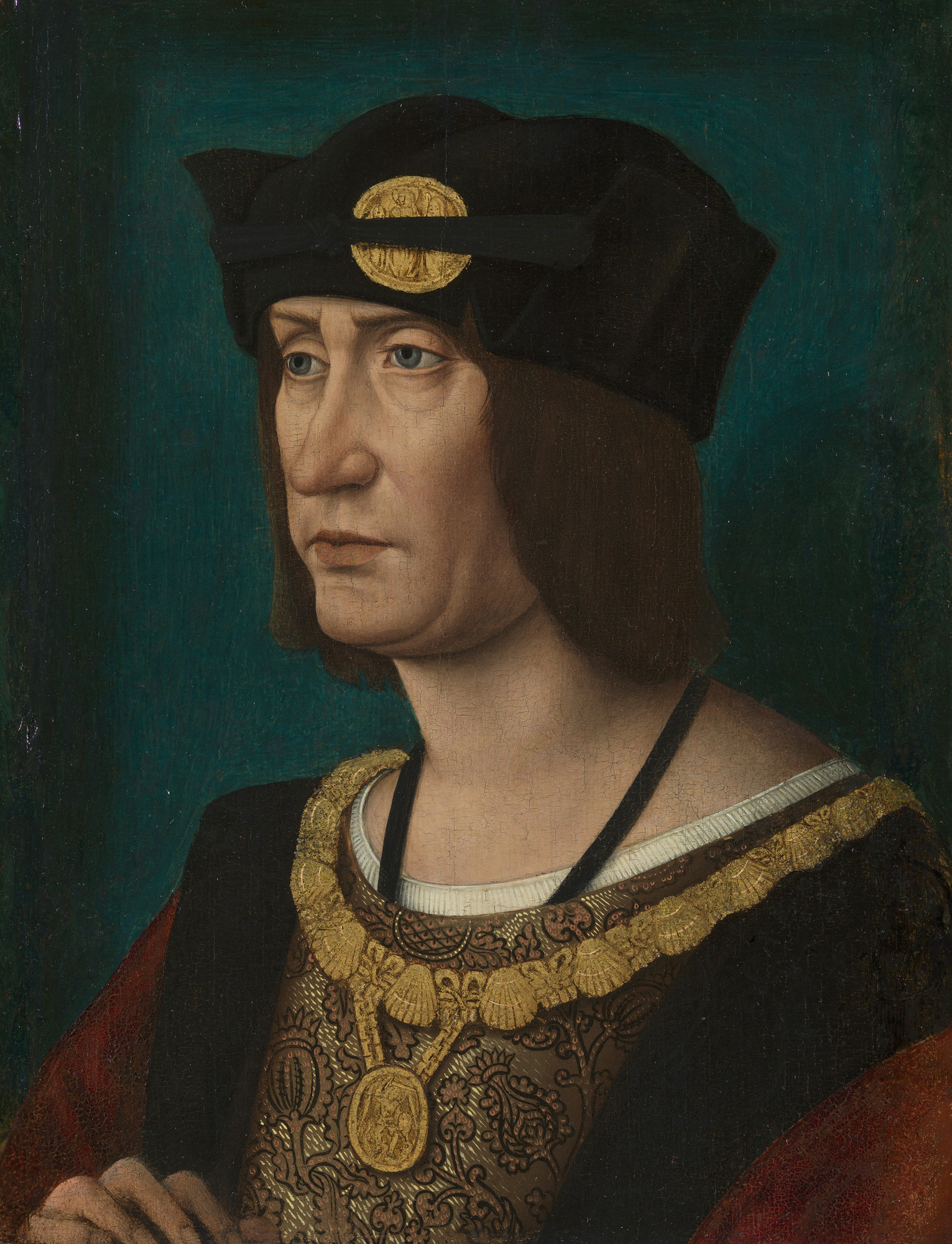
3 Людовик

Чоловік —  Максиміліан І (1459 — 1519), імператор Священної Римської імперії, герцог Штирії, Каринтії, Крайни, ерцгерцог Австрії. Був одружений з Анною (заочно) з 19 грудня 1490 по 15 листопада 1491.
Діти: не було.
Чоловік — Карл VIII (1470 — 1498), король Франції. Був одружений з Анною з 15 листопада 1491 по 7 квітня 1498.
Діти:
- Карл-Орланд (11 жовтня 1492 — 16 грудня 1495) — єдина здорова дитина Анни від другого шлюбу. Протягом свого життя, спадкоємець французького трону і герцогства Бретань. Помер у віці трьох років від кору.
- Франциск (серпень 1493) — народився на сьомому місяці вагітності. Помер одразу після народження. Похований у Нотр-Дам де Клері.
- Дочка (березень 1494) — будучи вагітною втретє, Анна уникала подорожі, проживаючи в замку Амбуаз, поблизу Карла Орланда. Однак в лютому 1494 вона супроводжувала короля до Ліону, де він готувався до війни в Італії. Після приїзду 15 березня Анна відвідувала усі церемонії по цьому приводу. У виснаженої королеви відбулись передчасні пологи, дитина народилась мертвою.
- Дочка (березень 1495) — вагітність наступила наприкінці 1494, але в березні наступного року сталися передчасні пологи, дитина народилась мертвою[7].
- Карл (8 вересня — 2 жовтня 1496) — спадкоємець французького трону і герцогства Бретань. Прожив менше місяця. Похований в соборі Тур. Його смерть спонукала Анну вирушити в паломництво до Мулена.
- Франциск (липень 1497) — спадкоємець французького трону і герцогства Бретань. Прожив декілька годин. Похований в соборі Тур.

- Анна (20 березня 1498) — померла через кілька годин після народження в замку Плессі-ле-Тур. Похована в соборі Тур.

- 1 Карл Орланд
- 5 Карл

Чоловік —  Людовик XII (1462 — 1515), король Франції. Був одружений з Анною з 8 січня 1499 по 9 січня 1514.
Діти:
- Клавдія (13 жовтня 1499 — 20 липня 1524) — перша дитина Анни, що вижила. Герцогиня Бретані (з 9 січня 1514 по 20 липня 1524). Королева-консорт Франції (з 1 січня 1515 по 20 липня 1524), перша дружина короля Франції Франциска І (з 18 травня 1514 по 20 липня 1524). Пормерла під час пологів восьмої дитини, у віці 24-х років.
- Викидень (1500)
- Франциск (січень 1503) — спадкоємець французького трону і герцогства Бретань. Помер одразу після народження.
- Викидень (наприкінці 1503)
- Викидень (1505)
- Викидень (1508)
- Викидень (1509)
- Рената (25 жовтня 1510 — 12 червня 1574) — друга дитина Анни, що вижила. Графиня, потім герцогиня Шартру (з 25 жовтня 1510 по 12 червня 1574). Герцогиня-консорт Феррари і Модени (з 31 жовтня 1534 по 3 жовтня 1559), дружина герцога Ерколе ІІ з 28 травня 1528.
- Син (21 січня 1512) — помер одразу після народження.

- 1 Клавдія
- 8 Рената